# Famille Mara
Pour les articles homonymes, voir Marat.
 (août 2024).
La famille Mara, devenue Marat pour certains membres établis en France, est une famille catholique qui serait, selon Frantz Funck-Brentano, d'origine  juive (marrane) espagnole, réfugiée en Sardaigne, dont un membre qui était moine défroqué, s'est établi à Genève où il s'est converti au calvinisme, et a fait souche dans le territoire de Neuchâtel.
Elle a donné le célèbre révolutionnaire Marat, d'abord médecin des gardes du duc d'Orléans, candidat à l'anoblissement par le roi Louis XVI, ensuite rédacteur du journal L'Ami du peuple, puis conventionnel, assassiné en 1793 par Charlotte Corday.

## Filiation
- Antonio Mara, de Sassari, est issu, selon l'historien Frantz Funck-Brentano qui évoque l'opinion de son confrère Paul Bugnot[1], d'une famille catholique juive convertie originaire d'Espagne[2] qu'elle a quitté pour s'établir en Sardaigne (ancien territoire du Royaume d'Aragon) où on trouve que Antonio Mara s'est marié le 11 mai 1698 à Cagliari avec Miliana Trogu, qui lui a donné au moins un fils :
  - Jean-Baptiste Marat, baptisé le 9 août 1704 à Cagliari, « lettore di arte », devint moine de l'Ordre de la Merci, pédagogue renommé, puis moine défroqué. Il tente de fonder une école à Bono et subit plein de tracasseries. Il « quitta la Sardaigne à une époque où se déchaîna un mouvement antisémite »[2] pour s'établir à Genève où il se marie le 21 décembre 1740 avec Louise Cabrol, d'une famille calviniste genevoise d'origine rouergate, fille de Louis Cabrol (Camarès 1687) et de Catherine Molinier[3]. Ils avaient pour témoins Paul-Abraham Mendès[2]. De cette union sont nés six enfants vivants, trois fils et trois filles:
    - Marianne Mara (1742) mariée à M. Olivier ;
    - Jean-Paul Marat (1743-1793), vivait en concubinage avec Simone Évrard qui ne lui a pas donné d'enfants.
    - Henri Mara (Boudry 1745 ) ;
    - Marie Mara (1746) :
    - Pierre Mara (1753) ;
    - Pierre Antoine Mara (Peseux 1754-Neuchâtel 1756)
    - David Mara (Boudry 1756-1821) dit David de Boudry ;
    -  Charlotte Albertine Marat (Neuchâtel 1760-Paris 1841), fabricante d'aiguilles et de rouages de montres, vivait à Paris pendant la Révolution avec son frère le Conventionnel.
    - Jean Pierre Marat (Neuchâtel 1767 - Karlsruhe 1858) s'établit à Carlsruhe où il devint un habile fabricant d'aiguilles de montres et de compensateurs, fit une belle fortune qu'il perdit par sa passion du jeu. En 1843, un de ses fils reviendra s'installer à Genève et sera le père de la romancière Marie-Ernestine Mara.

## Nationalité
Jean-Baptiste Marat revendiquait la nationalité prussienne, Neuchâtel étant une juridiction du roi de Prusse, comme le montre une requête adressée en mai 1768 au vice-gouverneur de l'État de Genève où il se déclare "avec sa femme et sa famille dépendant de la domination du roi de Prusse, leur très puissant et généreux souverain, dont ils se feront toujours honneur d'être les très humbles et très fidèles sujets". Il avait obtenu la qualité d'habitant de Genève en 1741 et de bourgeois de Boudry (canton de Neuchâtel) le 21 avril 1765.
Par la suite, son fils Jean-Paul Marat, le médecin devenu conventionnel, se dira plusieurs fois d'origine espagnole et de naturalité prussienne, et il ne semble pas avoir fait l'objet de lettres de naturalisation avant 1789.

## Personnalités
- Jean-Baptiste Mara (1704-1783), d'abord capucin défroqué, pédagogue, et peintre d'indiennes en Suisse.
- Jean-Paul Marat (1743-1793), médecin, journaliste, rédacteur du journal L'Ami du peuple, puis conventionnel français.
- David de Boudry (1756-1821), frère du conventionnel, pédagogue russe, qui eut pour élève Pouchkine.
- Albertine Marat (1760 - 29 octobre 1841 à Paris) vivait pendant la Révolution avec son frère.
- Ernestine Mara, romancière, amie à partir de 1879 de George Sand, a publié en 1872 à Genève un roman sous le titre de Lina Dale qui eut une bonne critique de la Revue britannique[4].

## Armes
Lorsqu'il était médecin de l'écurie et des pages du comte d'Artois, frère du roi, Marat essaya vainement de faire reconnaître sa (fausse) noblesse espagnole et enregistrer un blason que l'on retrouve sur sa correspondance entre 1778 et 1789. Il produisit pour cela une généalogie qui faisait de sa famille une branche d'une famille d'hidalgos espagnols
"Au 1er de (émail inconnu) à un demi-aigle de (émail inconnu) au vol abaissé mouvant du parti; au 2e tranché en chef de (émail inconnu), à la bande ou demi-chevron de (émail inconnu), et en pointe de pourpre." Écu surmonté d'une couronne de comte.

## Hommages
- Marat a été enterré avec les grandes pompes républicaines au Panthéon, puis expulsé.
- Marat, cuirassé soviétique ayant connu les 1re et 2de Guerres mondiales.